# Meng Suping
Pour les articles homonymes, voir Meng.
Meng Suping est une haltérophile chinoise née le 17 juillet 1989 à Ma'anshan. Elle a remporté l'épreuve des plus de 75 kg aux Jeux olympiques d'été de 2016 à Rio de Janeiro.